# Mujer bañándose (pintura)
Mujer bañándose (Femme s'essuyant) es un cuadro del pintor francés Edgar Degas. Está realizado al pastel sobre un soporte de papel. Fue realizado hacia 1906. Forma parte de la colección de Museo Soumaya en la Ciudad de México, México.

## Obra
La obra se inserta en la atención que puso el autor al desnudo femenino a fines de la década de los setenta e inicios de los ochenta del siglo XIX. Dedicó gran parte de sus representaciones a los momentos cotidianos, como el aseo de las prostitutas, bailarinas y mujeres mientras toman un baño, al salir de él o simplemente al peinar su cabello. Es parte de una serie de obras recopiladas póstumamente, registrada como Impresiones en negro, en las que se aprecia el interés del autor por mujeres desnudas en espacios íntimos de forma similar a Rembrandt, Eugène Delacroix e Ingres, también incluidos en el movimiento impresionista.
En este último caso, la atención visual del autor se centró en la espalda de las mujeres. A diferencia de las bailarinas y las prostitutas, Degas no contextualiza en una historia a las mujeres que se bañan.
Debido a los problemas de visión que padeció en las últimas décadas de su vida, Degas optó por usar pasteles en lugar de óleos para sus obras. En esta obra en particular, al contrario de lo que se observa en otros pintores impresionistas, Degas es cautivado por el movimiento expresivo y define la figura femenina por medio de un fuerte delineado, además de remarcar el sombreado, lo que da mayor dinamismo a la obra, ya que se percibe con claridad la curvatura de la mujer y el escorzo deseado por el pintor.
Las figuras femeninas retratadas por Degas en esta época, de acuerdo con Gotz Adriani, son seres humanos ordinarios que no tienen otra preocupación que su propia condición física.